# فلوریدا، اروگوئه
فلوریدا، اروگوئه (به اسپانیایی: Florida) شهری در کشور اروگوئه، استان فلوریدا است که جمعیت آن در سرشماری سال ۲۰۰۴ میلادی ۳۲٬۱۲۸ نفر بوده‌است.